# José de Lima (atleta)
José de Lima (nascido em 9 de julho de 1907, data de falecimento desconhecida) foi um velocista português. Ele competiu nos 100 metros masculinos nos Jogos Olímpicos de Verão de 1928.